# استیون بوچر (بازیکن فوتبال)
استیون بوچر (انگلیسی: Stephen Butcher؛ زادهٔ ۱۹ نوامبر ۱۹۹۴) بازیکن فوتبال اهل بریتانیا است.
از باشگاه‌هایی که در آن بازی کرده‌است می‌توان به باشگاه فوتبال رامزگیت، باشگاه فوتبال مایدستون یونایتد، و باشگاه فوتبال گیلینگام اشاره کرد.